# Bảo tàng quân đội Ba Lan
Bảo tàng Quân đội Ba Lan ( tiếng Ba Lan: Muzeum Wojska Polskiego) là một bảo tàng ở Warsaw ghi lại các khía cạnh quân sự của lịch sử Ba Lan. Được tạo ra vào năm 1920, nó chiếm một cánh của tòa nhà của Bảo tàng Quốc gia Ba Lan cũng như một số chi nhánh ở Ba Lan. Đây là bảo tàng lớn thứ hai của Warsaw và bộ sưu tập các vật thể quân sự lớn nhất ở Ba Lan. Bộ sưu tập minh họa một nghìn năm lịch sử quân sự Ba Lan - từ thế kỷ thứ 10 đến Thế chiến thứ hai.

## Thành lập
Khai trương vào năm 1920, bảo tàng mở rộng vào năm 1993 với Bảo tàng Katyn và Bảo tàng Công nghệ Quân sự Ba Lan được khai trương tại Pháo đài Czerniakowski thứ 9.

## Bộ sưu tập

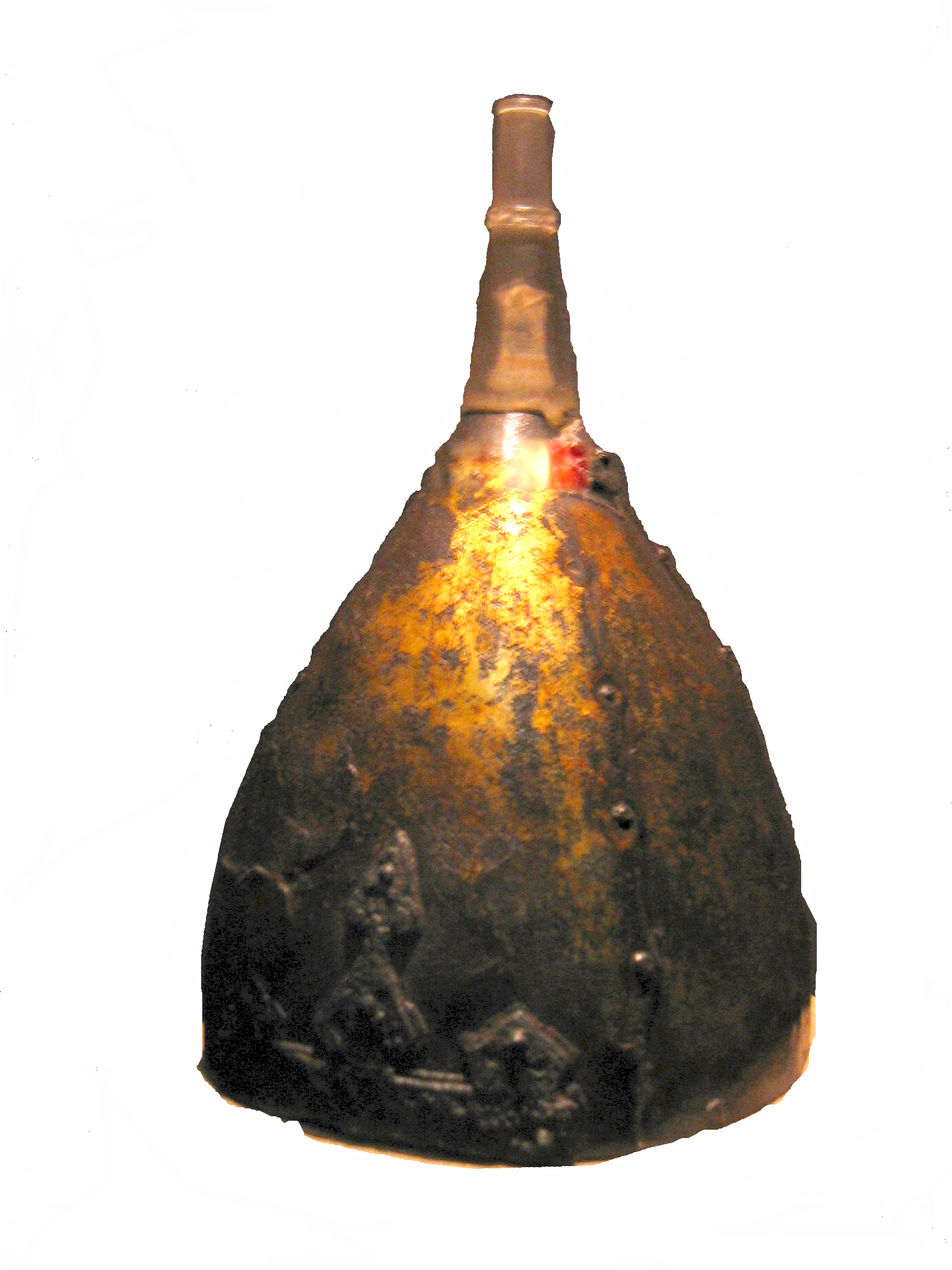
Mũ bảo hiểm Ba Lan (szłom), thế kỷ thứ 10

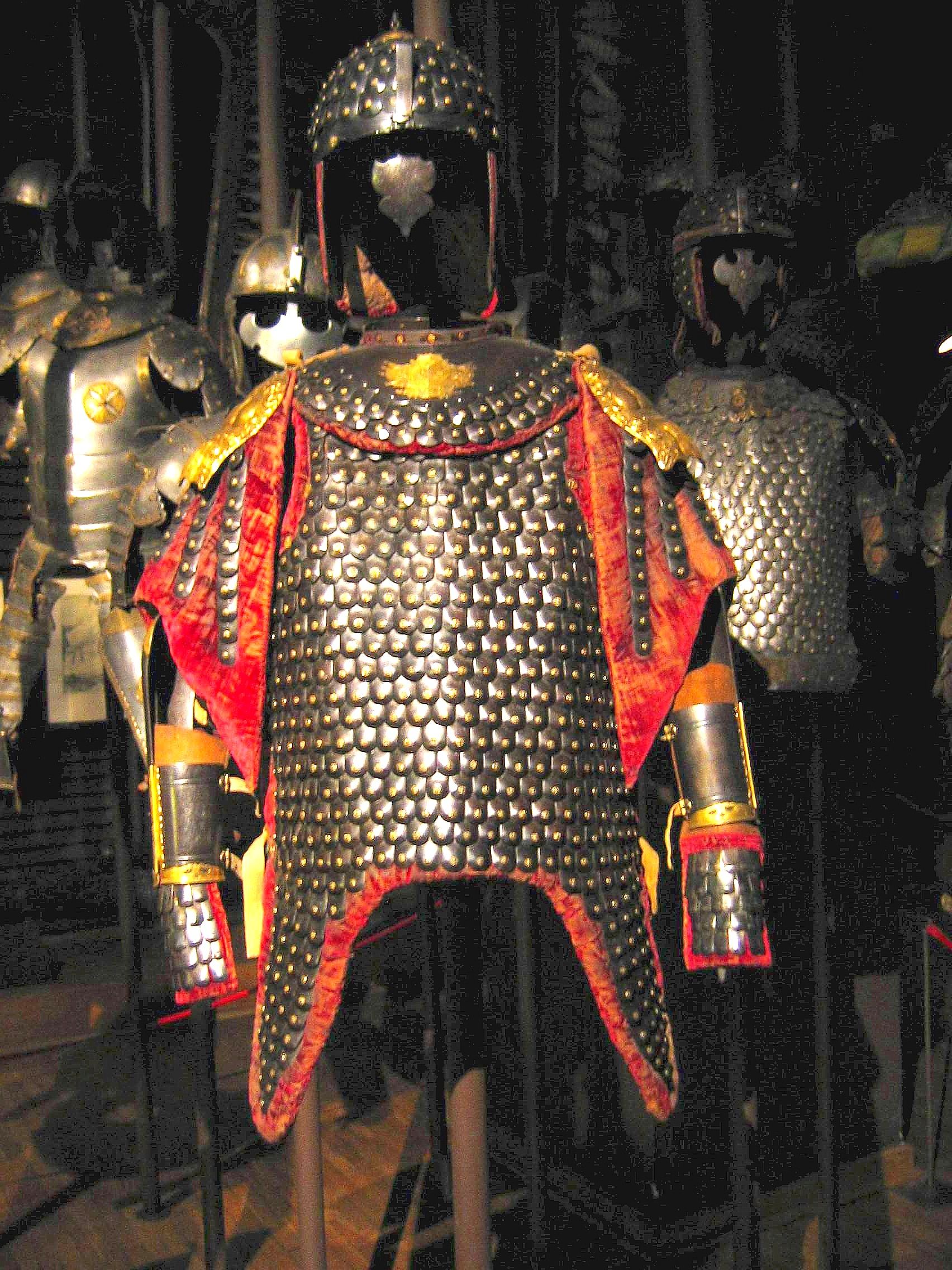
Áo giáp Karacena, thế kỷ 17

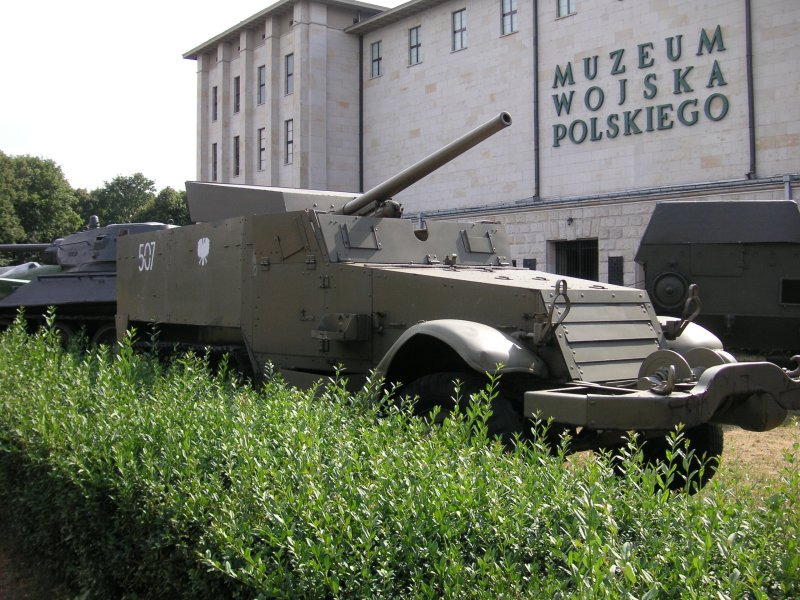
M-3 Halftrack trước bảo tàng

Cổng trước của bảo tàng chứa vài chục xe bọc thép, pháo và máy bay, một sự pha trộn chiết trung của các thiết bị của Liên Xô, phương Tây và Ba Lan, chủ yếu từ thời Thế chiến II.
Các phòng trưng bày trong nhà tập trung vào lịch sử quân sự của Ba Lan từ thế kỷ thứ 10, và đặc biệt mạnh mẽ về kỷ nguyên quân sự vĩ đại của Ba Lan trong thế kỷ 17, qua sự suy tàn thành vô chính phủ trong thế kỷ 18. Một số phòng được dành cho phần của Ba Lan trong Chiến tranh Napoléon và các cuộc nổi dậy quốc gia năm 1830-31 và 1863. Cho đến nay, phần lớn nhất của không gian triển lãm được dành cho thế kỷ 20, đặc biệt là Thế chiến II. Điểm nổi bật của bộ sưu tập của Bảo tàng bao gồm một chiếc mũ bảo hiểm mạ vàng cực kỳ quý hiếm từ thế kỷ thứ 10, được cho là thuộc về một thủ lĩnh Ba Lan và bộ sưu tập áo giáp của kị binh.
Ngoài ra, còn có một triển lãm thường trực về vũ khí và áo giáp phương Đông từ bộ sưu tập phong phú của bảo tàng, bao gồm nhiều vật phẩm đẳng cấp thế giới từ Ottoman Thổ Nhĩ Kỳ, Crimean Tatar Khanate, Mông Cổ và Nhật Bản. Vũ khí hạng nặng đang được trưng bày trong công viên lân cận và tại Pháo đài Czerniakowski (Bảo tàng Công nghệ Quân sự Ba Lan, hiện tại đã đóng cửa trong khi nó đang được sửa chữa). Công viên xung quanh Bảo tàng là nơi trưng bày các thiết bị quân sự ngoài trời (xe tăng, pháo, máy bay và phát hiện và khuếch tán mìn). Pháo đài cũng là Bảo tàng của nạn nhân Katyń, một công ty con của Bảo tàng Quân đội Ba Lan.
Bảo tàng gần đây đã được cung cấp các thiết bị từ những người lính bị mất trong vụ tai nạn máy bay Smolensk của Tổng thống. Thiết bị bao gồm ID Passes, radio cầm tay, đèn pin, bao da và nhiều thứ nguyên bản khác.     

### Triển lãm thường trực
- Lực lượng vũ trang Ba Lan trong thời trung cổ
- Quân đội Ba Lan vào thời Phục hưng
- Lịch sử của quân đội Ba Lan cổ: 1576-1648
- Quân đội Ba Lan trong nửa sau của thế kỷ 17
- Quân đội Ba Lan tại Saxon Times
- Quân đội Ba Lan tại thời điểm khai sáng và Kosciuszko trỗi dậy
- Quân đoàn Ba Lan ở Ý và Quân đội Công tước Warsaw
- Quân đội Vương quốc Ba Lan và cuộc nổi dậy tháng 11 năm 1831
- Sự gia tăng tháng 1 năm 1863
- Các tổ chức an toàn Ba Lan đầu thế kỷ 20
- Con đường đến độc lập: 1914-45
- Quân đội Ba Lan: 1921-39
- Chiến tranh quốc phòng Ba Lan năm 1939
- Cuộc đấu tranh vũ trang ở đất nước bị chiếm đóng: 1939-47
- Quân đội Ba Lan ở phía Đông: 1943-45
- Nhiệm vụ hòa bình của Liên Hợp Quốc của Quân đội Ba Lan.[7]

Bảo tàng được điều hành như một bộ phận của các lực lượng vũ trang Ba Lan, một sự sắp xếp mang lại lợi thế - chẳng hạn như quyền truy cập vô hạn vào kho dự trữ quân sự - nhưng cũng có những bất lợi (nhất là việc thiếu một cửa hàng quà tặng / sách thích hợp, bởi, bởi các cơ sở quân sự Ba Lan không thể bán hàng hóa cho công chúng trên cơ sở thương mại).

## Tòa nhà mới
Vào ngày 15 tháng 12 năm 2008, Bảo tàng Quân đội Ba Lan tuyên bố sẽ tài trợ cho một cuộc thi quốc tế để chọn một thiết kế kiến trúc cho cơ sở mới và khu vực xung quanh. Tòa nhà sẽ được xây dựng trong Thành cổ lịch sử nằm ở quận Żoliborz của Warsaw. Bảo tàng mới dự kiến sẽ là một tổ chức đa phương tiện hiện đại có ý tưởng tương tự như Bảo tàng khởi nghĩa Warsaw rất thành công. Người chiến thắng dự kiến sẽ được chọn vào tháng 8 năm 2009, việc xây dựng bảo tàng được cho là bắt đầu vào năm 2009 hoặc 2010 và hoàn thành vào năm 2013, tuy nhiên vào đầu năm 2014, điều này vẫn chưa xảy ra. Sau khi Bảo tàng Quân đội Ba Lan mới được xây dựng, tòa nhà hiện tại của nó ở trung tâm thành phố sẽ được Bảo tàng Quốc gia ở Warsaw tiếp quản.

## Các mặt hàng triển lãm được lựa chọn

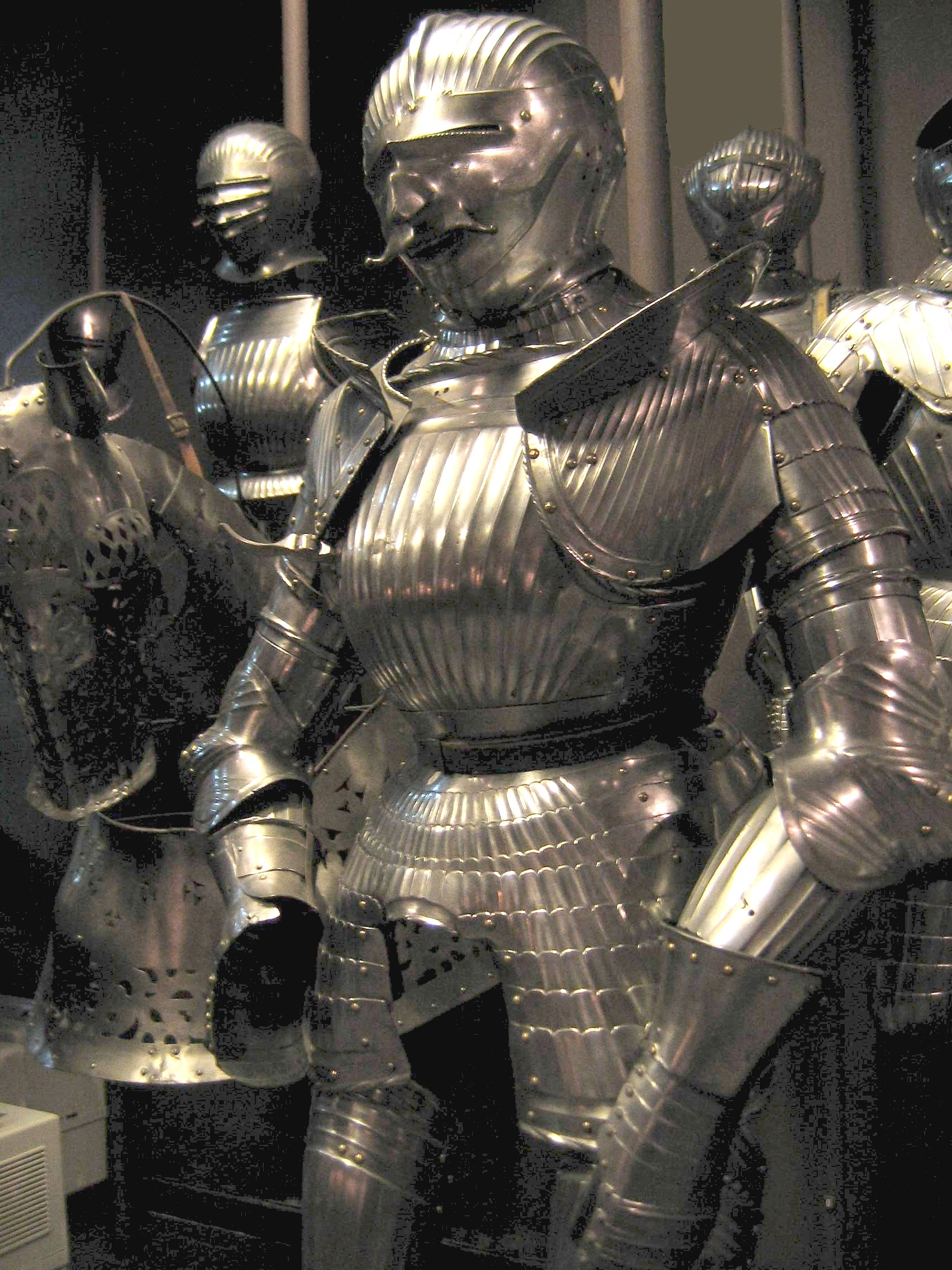
Áo giáp Ba Lan, khoảng năm 1514
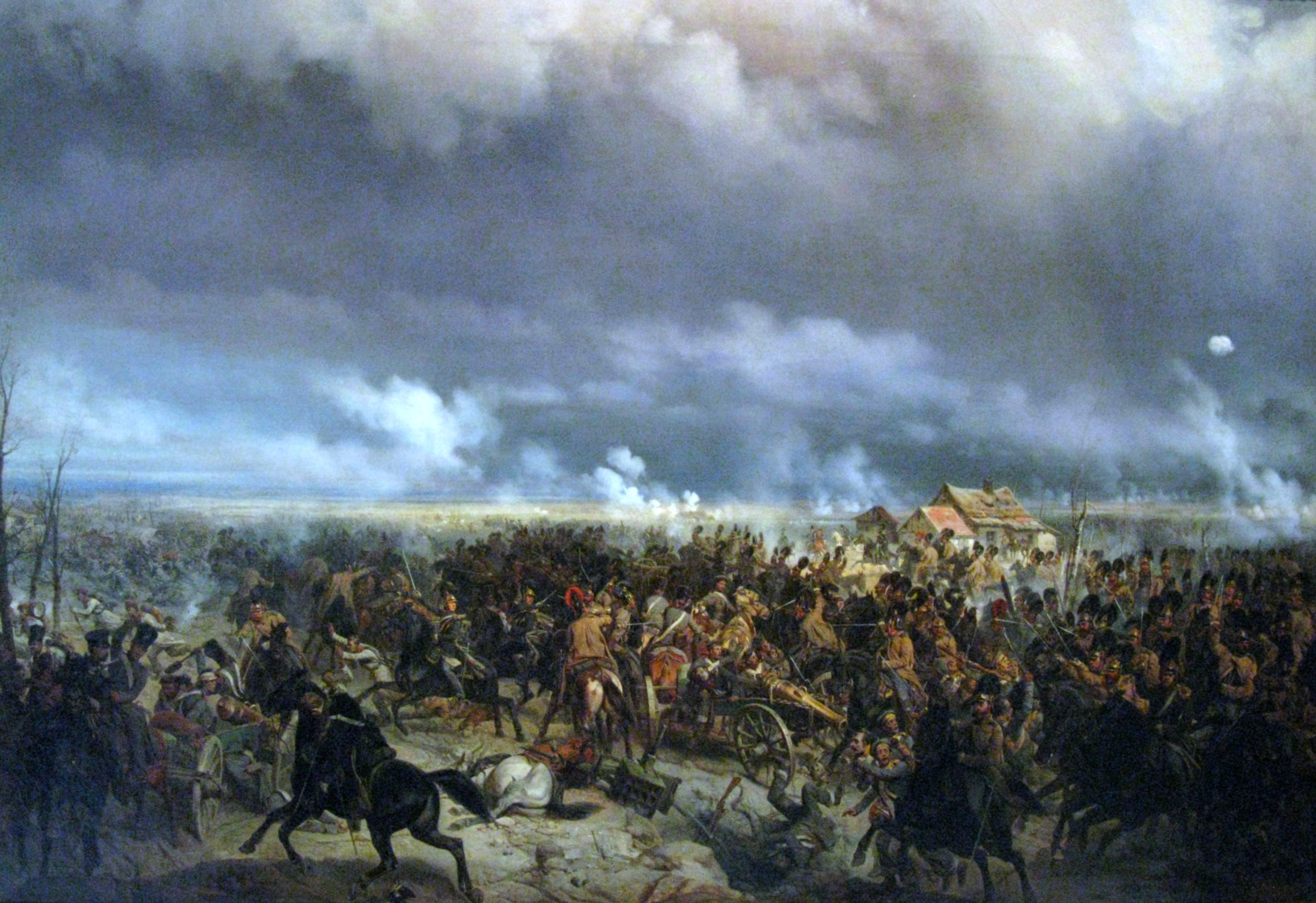
Trận chiến Grochów, 1831
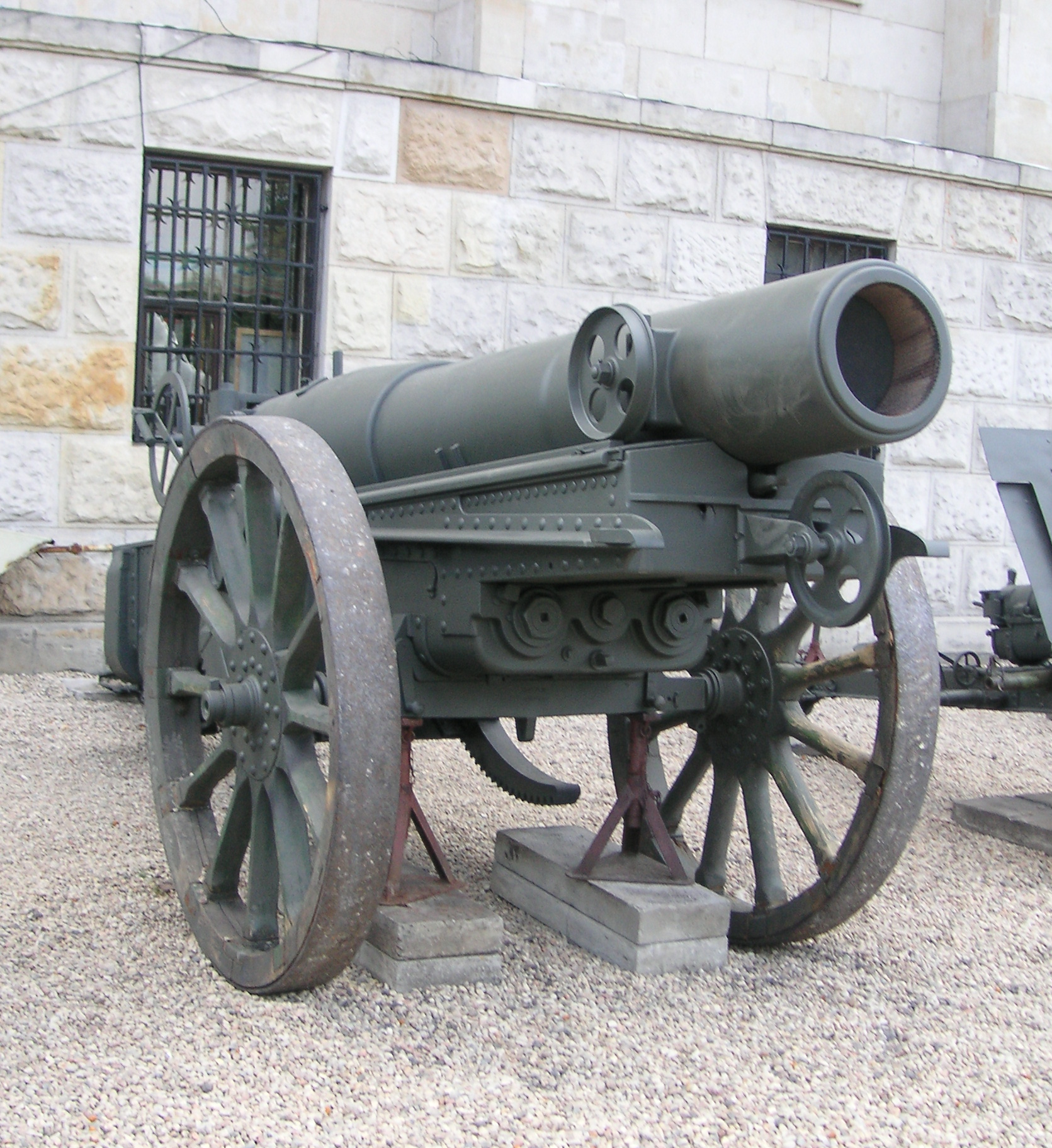
Chiến tranh thế giới thứ nhất của Pháp Mortier de 280 modele 1914 Schneider
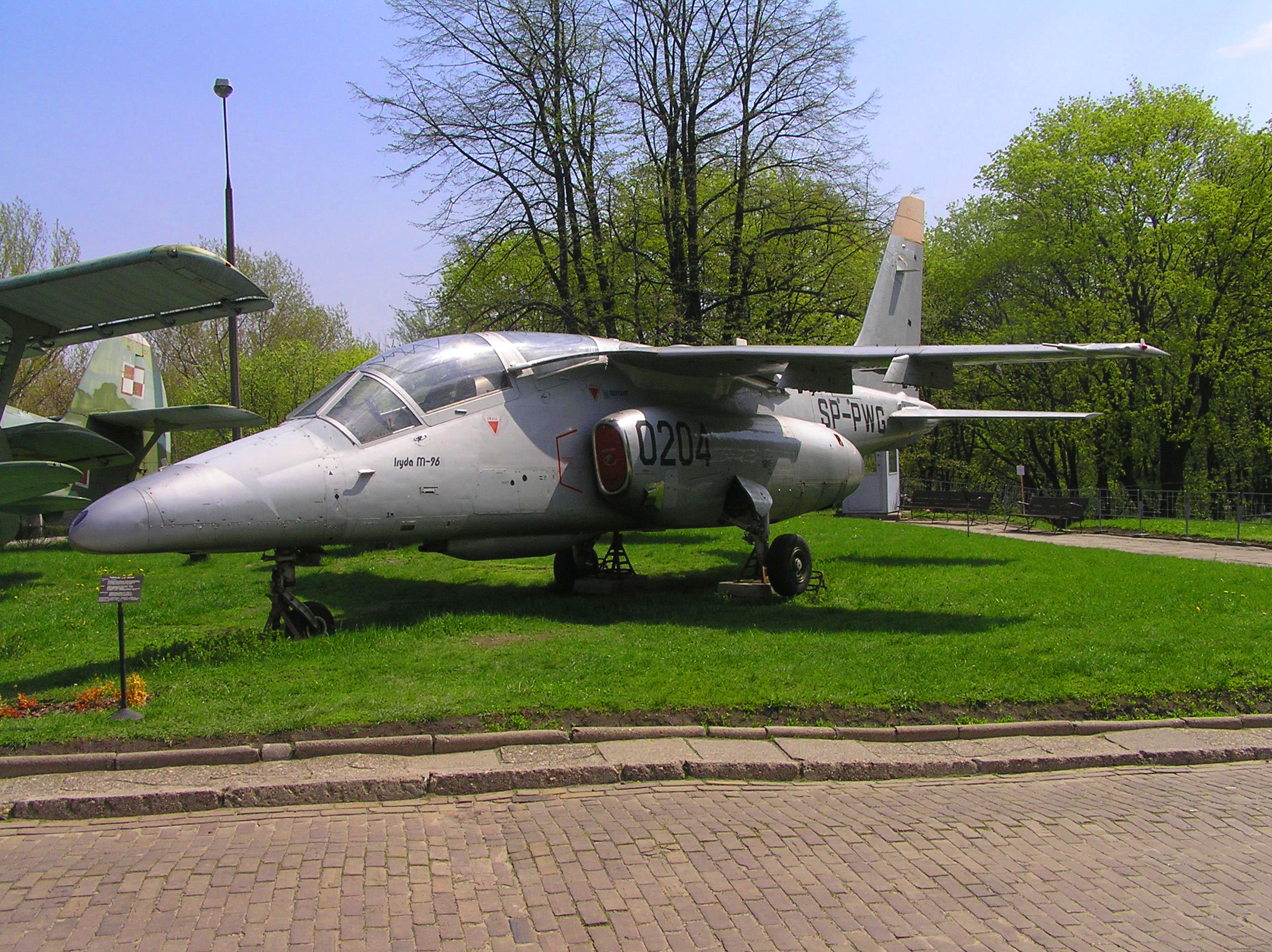
Máy bay huấn luyện phản lực tấn công hạng nhẹ PZL I-22 Iryda
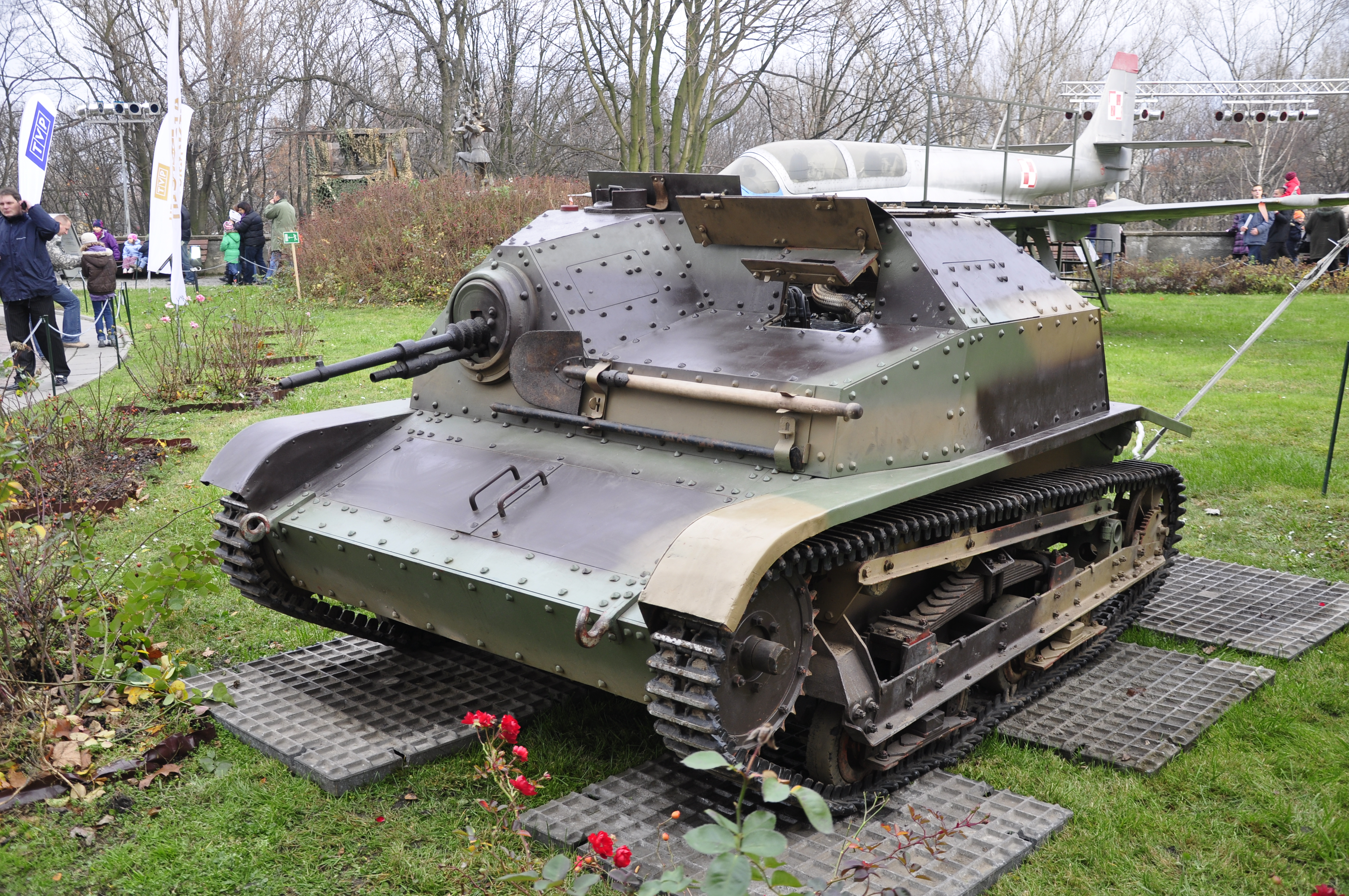
Xe tăng TKS Ba Lan trong Thế chiến thứ hai.
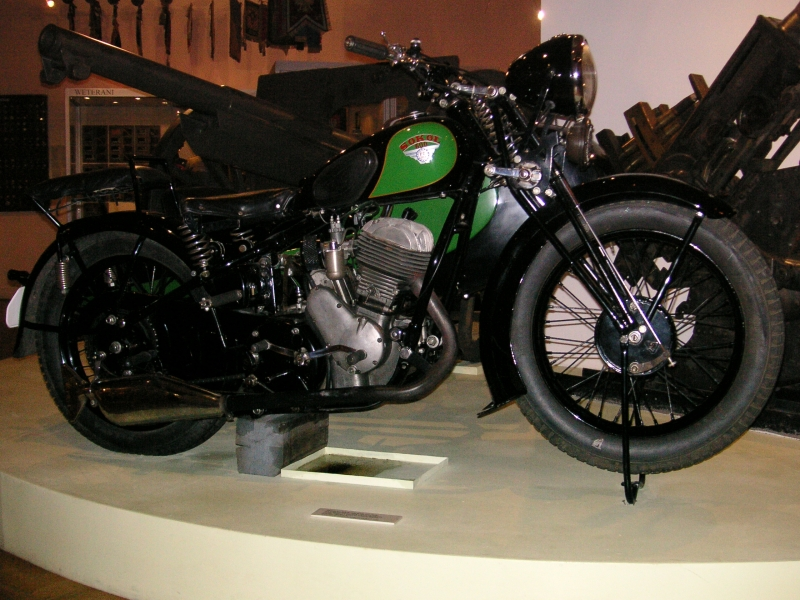
Xe máy Sokół 600 của Ba Lan
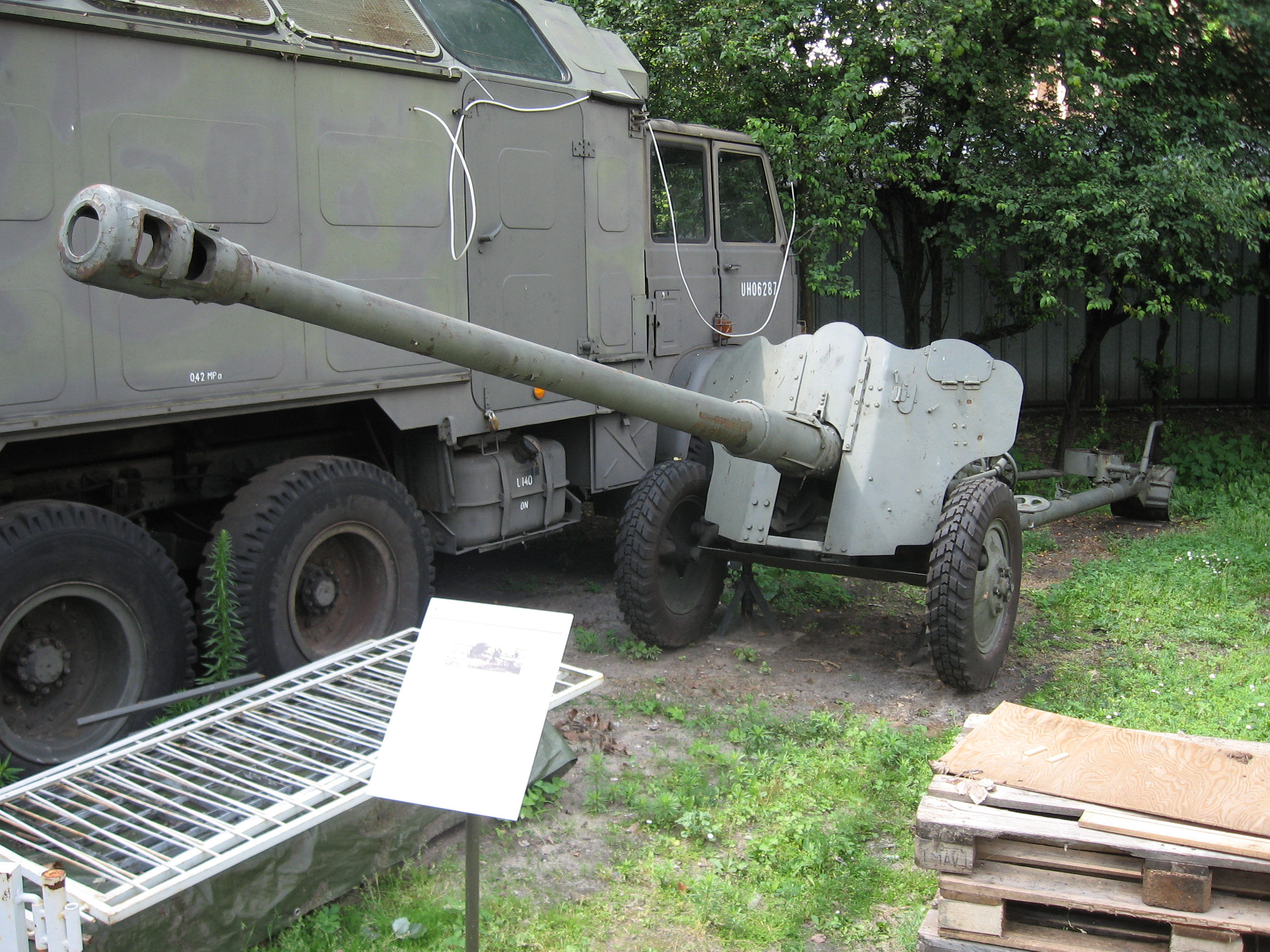
Súng trường D-44